# Список видов семейства Cyatholipidae
Список всех описанных видов пауков семейства Cyatholipidae на 21 мая 2010 года.

## Alaranea
Alaranea Griswold, 1997
- Alaranea alba Griswold, 1997 — Мадагаскар
- Alaranea ardua Griswold, 1997 — Мадагаскар
- Alaranea betsileo Griswold, 1997 — Мадагаскар
- Alaranea merina Griswold, 1997 — Мадагаскар

## Buibui
Buibui Griswold, 2001
- Buibui abyssinica Griswold, 2001 — Эфиопия
- Buibui claviger Griswold, 2001 — Кения
- Buibui cyrtata Griswold, 2001 — Конго
- Buibui kankamelos Griswold, 2001 — Камерун, Биоко
- Buibui orthoskelos Griswold, 2001 — Конго

## Cyatholipus
Cyatholipus Simon, 1894
- Cyatholipus avus Griswold, 1987 — Южная Африка
- Cyatholipus hirsutissimus Simon, 1894 — Южная Африка
- Cyatholipus icubatus Griswold, 1987 — Южная Африка
- Cyatholipus isolatus Griswold, 1987 — Южная Африка
- Cyatholipus quadrimaculatus Simon, 1894 — Южная Африка
- Cyatholipus tortilis Griswold, 1987 — Южная Африка

## Forstera
Forstera Kocak & Kemal, 2008
- Forstera daviesae (Forster, 1988) — Квинсленд

## Hanea
Hanea Forster, 1988
- Hanea paturau Forster, 1988 — Новая Зеландия

## Ilisoa
Ilisoa Griswold, 1987
- Ilisoa conjugalis Griswold, 2001 — Южная Африка
- Ilisoa hawequas Griswold, 1987 — Южная Африка
- Ilisoa knysna Griswold, 1987 — Южная Африка

## Isicabu
Isicabu Griswold, 1987
- Isicabu henriki Griswold, 2001 — Танзания
- Isicabu kombo Griswold, 2001 — Танзания
- Isicabu margrethae Griswold, 2001 — Танзания
- Isicabu reavelli Griswold, 1987 — Южная Африка
- Isicabu zuluensis Griswold, 1987 — Южная Африка

## Kubwa
Kubwa Griswold, 2001
- Kubwa singularis Griswold, 2001 — Танзания

## Lordhowea
Lordhowea Griswold, 2001
- Lordhowea nesiota Griswold, 2001 — Лорд-Хау

## Matilda
Matilda Forster, 1988
- Matilda australia Forster, 1988 — Квинсленд, Новый Южный Уэльс

## Pembatatu
Pembatatu Griswold, 2001
- Pembatatu embamba Griswold, 2001 — Кения, Танзания
- Pembatatu gongo Griswold, 2001 — Кения
- Pembatatu mafuta Griswold, 2001 — Кения

## Pokennips
Pokennips Griswold, 2001
- Pokennips dentipes (Simon, 1894) — Ямайка

## Scharffia
Scharffia Griswold, 1997
- Scharffia chinja Griswold, 1997 — Танзания
- Scharffia holmi Griswold, 1997 — Кения
- Scharffia nyasa Griswold, 1997 — Малави
- Scharffia rossi Griswold, 1997 — Танзания

## Teemenaarus
Teemenaarus Davies, 1978
- Teemenaarus silvestris Davies, 1978 — Квинсленд

## Tekella
Tekella Urquhart, 1894
- Tekella absidata Urquhart, 1894 — Новая Зеландия
- Tekella bisetosa Forster, 1988 — Новая Зеландия
- Tekella lineata Forster, 1988 — Новая Зеландия
- Tekella nemoralis (Urquhart, 1889) — Новая Зеландия
- Tekella unisetosa Forster, 1988 — Новая Зеландия

## Tekellatus
Tekellatus Wunderlich, 1978
- Tekellatus lamingtoniensis Wunderlich, 1978 — Квинсленд

## Tekelloides
Tekelloides Forster, 1988
- Tekelloides australis Forster, 1988 — Новая Зеландия
- Tekelloides flavonotatus (Urquhart, 1891) — Новая Зеландия

## Ubacisi
Ubacisi Griswold, 2001
- Ubacisi capensis (Griswold, 1987) — Южная Африка

## Ulwembua
Ulwembua Griswold, 1987
- Ulwembua antsiranana Griswold, 1997 — Мадагаскар
- Ulwembua denticulata Griswold, 1987 — Южная Африка
- Ulwembua nigra Griswold, 2001 — Мадагаскар
- Ulwembua outeniqua Griswold, 1987 — Южная Африка
- Ulwembua pulchra Griswold, 1987 — Южная Африка
- Ulwembua ranomafana Griswold, 1997 — Мадагаскар
- Ulwembua usambara Griswold, 2001 — Танзания

## Umwani
Umwani Griswold, 2001
- Umwani anymphos Griswold, 2001 — Малави
- Umwani artigamos Griswold, 2001 — Танзания

## Uvik
Uvik Griswold, 2001
- Uvik vulgaris Griswold, 2001 — Конго, Уганда

## Vazaha
Vazaha Griswold, 1997
- Vazaha toamasina Griswold, 1997 — Мадагаскар

## Wanzia
Wanzia Griswold, 1998
- Wanzia fako Griswold, 1998 — Камерун, Биоко